# Capital Tower (Cardiff)
Capital Tower es un edificio situado en Cardiff, Gales. Fue la estructura más alta de Gales hasta el 12 de septiembre de 2008, cuando se coronó la Meridian Quay en Swansea. Con una altura de 80 metros, Capital Tower es ligeramente más alta que Stadium House, con 78 metros, aunque si se tiene en cuenta la antena alcanza una altura de 120 metros.
Los cimientos se construyeron sobre las ruinas de un priorato del siglo XII, cuya mayor parte había permanecido en pie hasta 1955. Los restos fueron totalmente demolidos para dejar espacio a la nueva construcción, aunque es probable que con las leyes actuales de zonificación esto no se hubiese permitido. El inmueble, concluido en 1967 y con 17 652 m² de superficie, era conocido originalmente como Pearl House.
En un principio, el inmueble alojaba un centro de negocios, una librería y galerías de arte en sus plantas inferiores, pero en 1998 fueron reemplazadas por nuevos comercios como cafeterías y bares y la fachada del aparcamiento se modernizó. Es en este entonces que el edificio recibió su nombre actual, Capital Tower. La torre está alquilada por varias empresas como: Admiral Insurance & Recruit121.; oficinas gubernamentales como las de Secretariado de Estado de Gales; un hotel de la cadena Hilton; Tiger Tiger.
El 25 de noviembre de 2002, la torre fue vendida por 17,4 millones de £ por Aberdeen Property Investors a Raven Group. En agosto de 2012, DTZ vendió el inmueble por 12,35 millones de £ a Topland Group.